# Егембердиев, Катпа
Катпа́ Егемберди́ев (1923, Аулиеатинский уезд, Сырдарьинская область, Туркестанская АССР — неизвестно, село Жданово, Таласский район, Джамбулская область, Казахская ССР) — старший чабан совхоза имени Жданова Таласского района Джамбулской области, Казахская ССР. Герой Социалистического Труда (1966).

## Биография
Родился в 1923 году в крестьянской семье в одном из сельских населённых пунктов Аулиеатинского уезда. После окончания местной сельской школы трудился в сельском хозяйстве до призыва в Красную Армию по мобилизации. Участвовал в Великой Отечественной войне. С 1957 года — старший чабан каракулеводческого колхоза имени Жданова Таласского раойна.
Ежегодно показывал высокие трудовые результаты в овцеводстве. В 1963 году вырастил в среднем от каждой сотни овцематок по 147 ягнят при 875 закреплённых за ним овцематок на начало года. В этом же году сдал 83 % смушек первого сорта и настриг в среднем с каждой овцы по 2,8 килограмма шерсти. В 1964 году получил от каждой сотни овцематок по 149 ягнят и настриг с каждой овцы в среднем по 3 килограмма шерсти. В 1965 году вырастил по 161 ягнёнку от каждой сотни овцематок и получил 81 % смушек первого сорта. Указом Президиума Верховного Совета СССР от 22 марта 1966 года удостоен звания Героя Социалистического Труда за «достигнутые успехи в развитии животноводства, увеличении производства и заготовок мяса, молока, яиц, шерсти и другой продукции» с вручением ордена Ленина и золотой медали «Серп и Молот» (№ 11262).
В последующие годы продолжал показывать высокие результаты. В 1966 году вырастил в среднем от каждой сотни овцематок по 151 ягнёнка при 807 овцематок в отаре на начало года и настриг в среднем с каждой овцы по 5 килограмма шерсти.
После выхода на пенсию проживал в селе Жданово (сегодня — село имени Шакирова) Таласского района. Дата смерти не установлена (после марта 1985 года).
Награды
- Герой Социалистического Труда
- Орден Ленина
- Орден Отечественной войны 2 степени (11.03.1985)